# Jezero s mrtvými stromy
Jezero s mrtvými stromy (anglicky Lake with Dead Trees) nebo také Catskill, je olejomalba z roku 1825 od amerického malíře Thomase Colea. Malba znázorňuje krajinu s jezerem, stromy a jeleny, kteří se procházejí po břehu jezera. V pozadí obrazu se nachází pohoří Catskill Mountains.

## Popis
Cole se při tvorbě obrazu inspiroval svými skicami vytvořenými během cesty po řece Hudson. Obraz vznikl díky finanční podpoře Coleova sponzora a newyorského obchodníka George W. Bruena.
Od roku 1904 je dílo umístěno v Allen Memorial Art Museum v Ohiu.